# Regina King

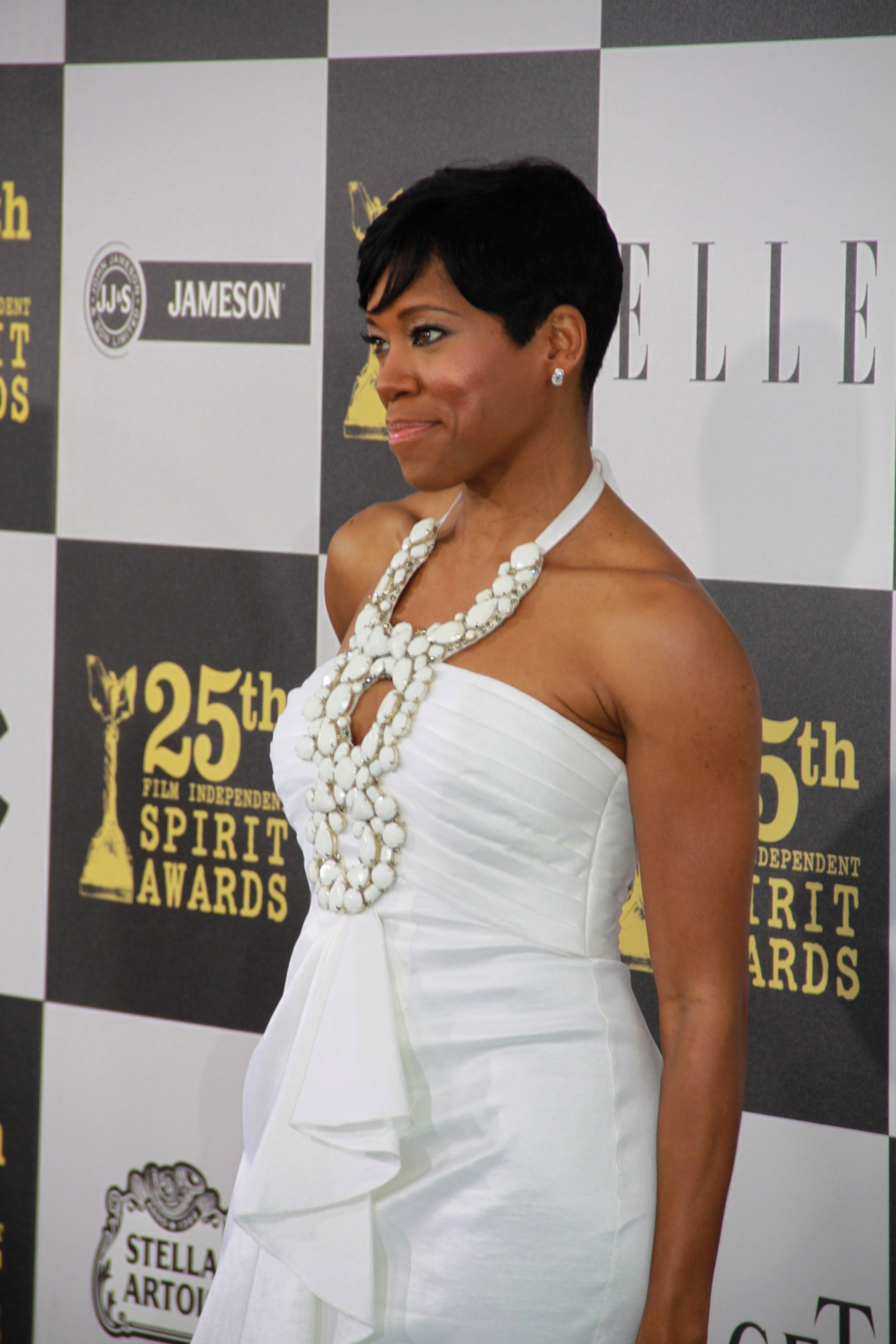
Regina King (2010)

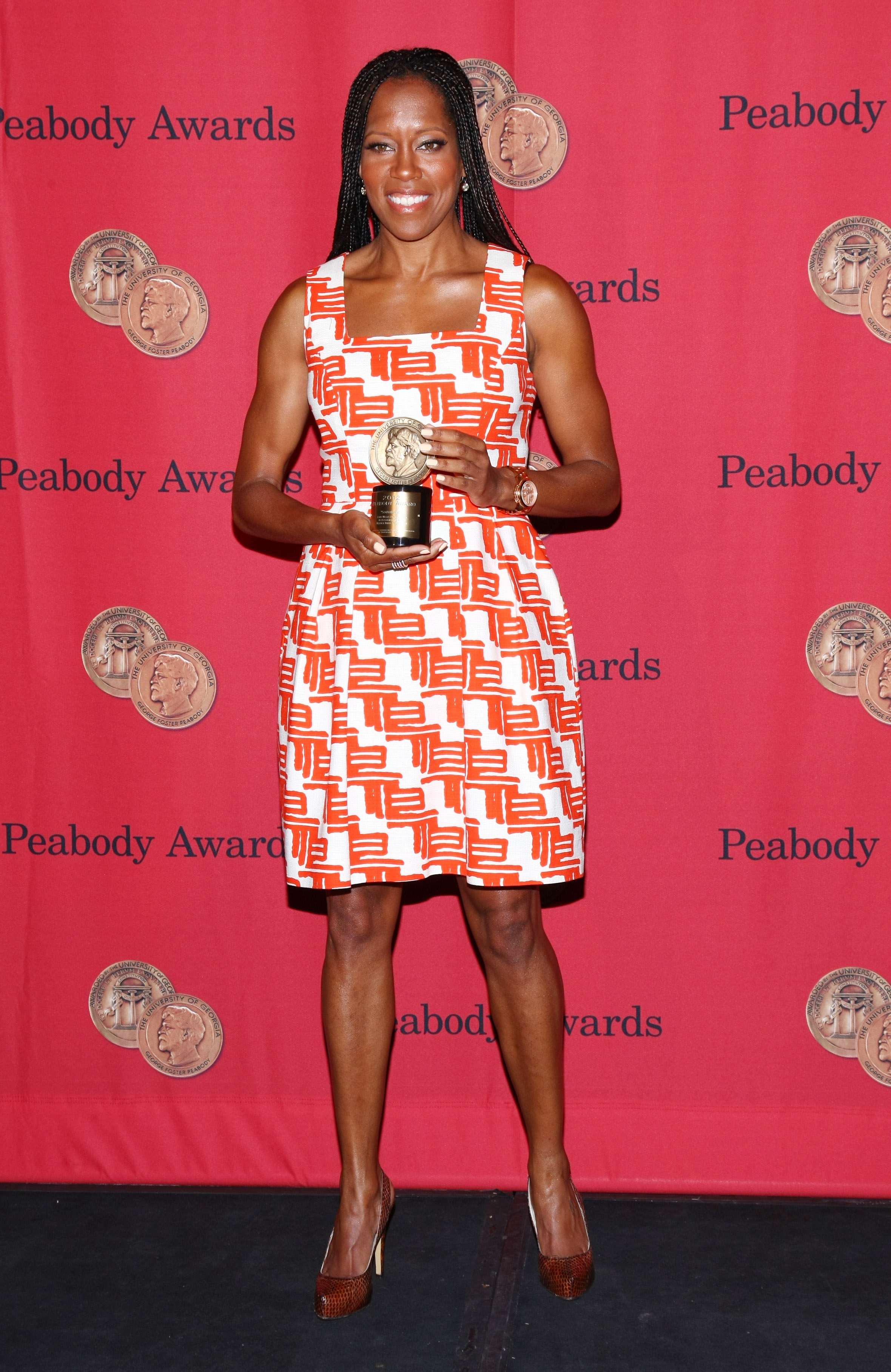
Regina King (2013)

Regina King (ur. 15 stycznia 1971 w Los Angeles) – amerykańska aktorka i reżyserka, laureatka Oscara i Złotego Globu za rolę drugoplanową w filmie Gdyby ulica Beale umiała mówić. Za swój reżyserski debiut filmowy, Pewnej nocy w Miami..., została nominowana do Złotego Globu w kategorii najlepszy reżyser.

## Młodość
Regina Rene King urodziła się 15 stycznia 1971 r. w Los Angeles i dorastała w View Park-Windsor Hills. Jest najstarszą córką Glorii (Cain), nauczycielki edukacji specjalnej i Thomasa Kinga, elektryka. Rodzice Reginy rozwiedli się w 1979 r. King uczęszczała do Westchester High School; ukończyła ją w 1988 r., a później studiowała na Uniwersytecie Południowej Kalifornii.

## Życie prywatne
W latach 1997–2007 była żoną Iana Alexandra Sr, z którym ma syna, Iana.

## Filmografia

### Filmy
- Chłopaki z sąsiedztwa (1991) jako Shalika
- Poetic Justice – Film o miłości (1993) jako Iesha
- Studenci (1995) jako Monet
- Piątek (1995) jako Dana Jones
- Jerry Maguire (1996) jako Marcee Tidwell
- Nigdy nie mów kocham (1996) jako Mia Williams
- Wielki Joe (1998) jako Cecily Banks
- Wróg publiczny (1998) jako Carla Dean
- Jak Stella zdobyła miłość (1998) jako Vanessa
- Miłość i śmierć w Chicago (1999) jako Lois Newton
- Gdyby ściany mogły mówić 2 (2000) jako Allie (film TV)
- Spadaj na ziemię (Down to Earth, 2001) jako Suntee
- Polisa śmierci (2002) jako Cheryl Griffith (film TV)
- Final Breakdown (2002) jako Rayne
- Legalna blondynka 2 (2003) jako Grace Rossiter
- Małolaty u taty (2003) jako Kim Hinton
- Ray (2004) jako Margie Hendricks
- Historia Kopciuszka (2004) jako Rhonda
- Miss Agent 2: Uzbrojona i urocza (2005) jako Sam Fuller
- Po rozum do mrówek (2006) jako Kreela (głos)
- Rok psa (2007) jako Layla
- Te święta (2007) jako Lisa Moore
- Nasze wielkie rodzinne wesele (2010) jako Angela
- Historia Gabby Douglas (2014) jako Natalie Hawkins (film TV)
- Samoloty 2 (2014) jako Dynamit (głos)
- Gdyby ulica Beale umiała mówić (2018) jako Sharon Rivers[1]
- Dzień flagi (2021) jako Marshal Blake
- Zemsta rewolwerowca (2021) jako Trudy Smith

### Seriale
- 227 (1985–1990) jako Brenda Jenkins
- Leap of Faith (2002) jako Cynthia
- Boondocks (2005–2014) jako Huey / Riley (głosy)
- 24 godziny (2007) jako Sandra Palmer
- Southland (2009–2013) jako detektyw Lydia Adams
- Teoria wielkiego podrywu (2013–2019) jako Janine Davis
- Shameless – Niepokorni (2014) jako Gail Johnson
- Pozostawieni[1] (2015–2017) jako Erika Murphy
- American Crime[1] (2015–2017) jako Terri LaCroix / Aliyah Shadeed / Kimara Walters
- Seven Seconds (2018) jako Latrice Butler
- Watchmen (2019) jako Angela Abar